# Eisenbahnunfall von Kuneru

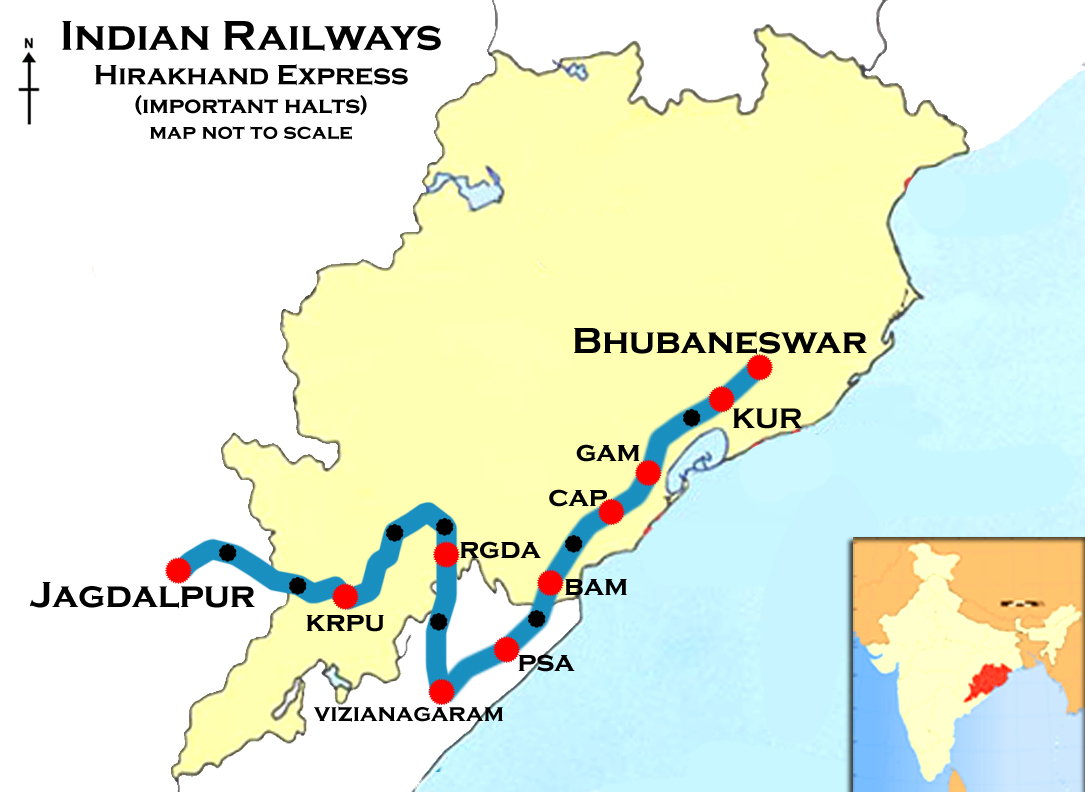
Laufweg des Hirakhand Express

Bei dem Eisenbahnunfall von Kuneru entgleiste am 21. Januar 2017 ein Schnellzug in der Nähe des Bahnhofes von Kuneru, Vizianagaram, Andhra Pradesh, Indien. 41 Menschen starben.

## Ausgangslage
Der Hirakhand Express, der fahrplanmäßige Zug 18448 der East Coast Railway, der regionalen Eisenbahngesellschaft der Indian Railways, war von Jagdalpur nach Bhubaneswar unterwegs. Er führte 21 Personenwagen und einen Gepäckwagen und wurde von einer Diesellokomotive gezogen. Etwa 600 Reisende befanden sich im Zug.

## Unfallhergang
Am 21. Januar 2017 gegen 23:00 Uhr entgleisten die Lokomotive des Zuges und neun Personenwagen in der Nähe des Bahnhofs Kuneru. Ein großer Teil der übrigen Wagen des Zuges wurde bei dem Unfall beschädigt. Die Ursache für den Unfall ist bisher unbekannt. Sabotage, seitens der Bahn zunächst vermutet, wurde seitens der Polizei ausgeschlossen. Die Bahn geht nun von defekten Bremsen oder aber einem Fehler des Lokomotivführers aus.

## Folgen
41 Menschen starben, 68 wurden darüber hinaus verletzt.
Laut N. Chandrababu Naidu, dem Ministerpräsidenten von Andhra Pradesh, begann die Unfalluntersuchung am 22. Januar 2017. Der Railway Safety Commissioner wird den Unfall untersuchen.